# مشعلية أرمنية
مشعلية أرمنية أو رشاد حجري أرمني (الاسم العلمي:Aethionema armenum) هي نوع من النباتات تتبع جنس المشعلية من الفصيلة الصليبية.